# John Macnamara
John "Jack" Robert Jermain Macnamara, né le 11 octobre 1905 et mort à la guerre le 22 décembre 1944, est un militaire et homme politique britannique.

## Biographie
Issu d'une famille de l'Essex, il est éduqué à l'école préparatoire Cheam School, dans le Hampshire, puis au Haileybury College (en), suivant en parallèle une formation militaire. Il intègre les services de renseignement britanniques, et est brièvement arrêté et soupçonné d'espionnage par les autorités françaises en Tunisie en 1926. De 1927 à 1933 il est déployé en Inde britannique au sein du régiment d'infanterie Royal Fusiliers, où il obtient le grade de capitaine. Il y démontre sa bonne connaissance de la langue hindoustanie,,.
Il se présente sans succès comme candidat du Parti conservateur à une élection législative partielle en mai 1934 dans la circonscription d'Upton, dans l'Essex. Aux élections de 1935, à l'âge de tout juste 30 ans, il est élu député de la circonscription de Chelmsford et entre à la Chambre des communes. Il embauche alors comme secrétaire Guy Burgess, qui sera son compagnon durant plusieurs voyages en Europe continentale et qui s'avèrera être un espion soviétique. De conviction pro-allemande, John Macnamara devient membre de la toute nouvelle Confrérie anglo-allemande, qui vise à promouvoir la paix avec l'Allemagne et qui se compose principalement de sympathisants nazis. Il fait entrer Guy Burgess à cette confrérie également. En 1936, les deux hommes parcourent ensemble l'Allemagne en compagnie de deux autres Britanniques homosexuels comme eux, dont un membre du clergé anglican,,,.
Il visite l'Espagne au début de la guerre civile espagnole et prononce en décembre 1936 un discours à la Chambre des communes appelant le Royaume-Uni à demeurer neutre dans ce conflit, à aider les Espagnols qui souhaitent fuir la guerre, et à encourager l'Allemagne et l'Italie à cesser d'intervenir dans ce conflit, afin de maintenir la paix en Europe.
Durant la Seconde Guerre mondiale, il est intégré au régiment de fusiliers les London Irish Rifles (en) et participe aux combats. Promu colonel, il est transféré à un rôle administratif aux quartiers généraux de la Royal Air Force en Irlande du Nord. Il écrit de manière répétée à ses supérieurs pour demander à pouvoir retourner sur le front de la guerre. Autorisé à assister aux combats des London Irish Rifles durant la campagne d'Italie, il y est tué en décembre 1944 par un bombardement de mortiers allemands. Il est inhumé au cimetière militaire de Forli, en Italie, et est l'un des cinquante-six parlementaires britanniques morts à la Seconde Guerre mondiale et commémorés par un vitrail au palais de Westminster,,,,.